# Gustav Janouch

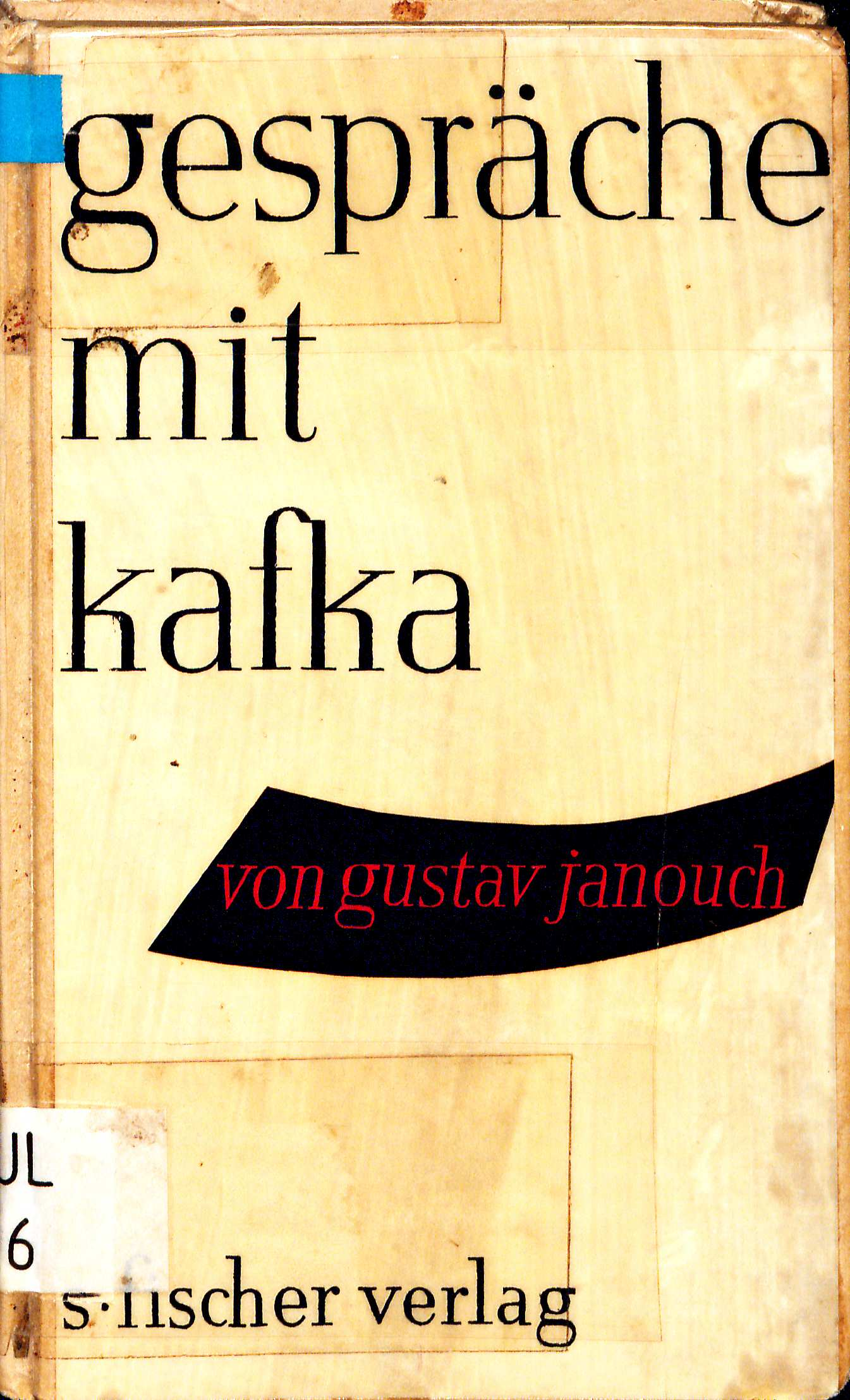
Janouch, Gustav. Gespräche mit Kafka. (První vydání z roku 1951)

Gustav Janouch (1. března 1903, Maribor, Slovinsko – 5. března 1968 Praha) byl český hudební skladatel, spisovatel a překladatel, zabývající se dílem pražského německy píšícího spisovatele Franze Kafky.

## Život a dílo
Jako překladatel převedl do češtiny v roce 1956 dílo Deník Anne Frankové.
Je autorem také otázky a pochybnosti budící německy napsané publikace, Gespräche mit Kafka (1951, rozš. vyd. 1968), jejíž pravdivost, či serióznost v minulosti napadli kupříkladu germanista Eduard Goldstücker, či literární kritik a překladatel Josef Čermák, který také na popud této knihy uveřejnil v roce 2005 knihu Franz Kafka – Výmysly a mystifikace. Oproti kritice Eduarda Goldstückera se ale postavil Josef Škvorecký, který se jej v roce 1962 zastal a zdůvodnil to slovy, že k danému datu byl dle jeho vědomí Gustav Janouch jediným žijícím člověkem v Praze, který se s Franzem Kafkou osobně poznal.

## Publikační činnost (výběr)
- Franz Kafka und seine Welt. (1965)[5]
- Prager Begegnungen. 1. Ausgabe. Leipzig: Paul List Verlag, 1959. 304 S.
- Gespräche mit Kafka: Anmerkungen und Erläuterungen. 1. Ausgabe. Frankfurt am Main: S. Fischer, 1951. (rozšířené vydání: 1968)

### České překlady z němčiny
- Hovory s Kafkou: záznamy a vzpomínky. 1. vyd. Praha: Torst, 2009. 320 S. Překlad: Eva Kolářová